# 宋华英
宋华英（1973年12月—），女，中华人民共和国河北省官员。

## 生平
曾任中共文安县委副书记、县长，永清县委书记等职。2013年4月，当选共青团河北省委副书记。2014年12月，兼任河北省青联主席。2016年11月，任共青团河北省委书记、党组书记。2018年11月，任中共邢台市委副书记。2021年4月，出任邢台市人民政府市长。2025年3月，不再担任邢台市人民政府市长。
2018年1月，当选第十三届全国政协委员。